# Маката
Мака́та (англ. Lundu) — традиційна громада у складі дистрикту Блантайр Південного регіону Малаві.
Населення — 20032 особи (2018).